# SoftBank
SoftBank Group Corp. (ソフトバンクグループ株式会社, SofutoBanku Gurūpu Kabushiki-gaisha) és un holding multinacional japonès amb seu a Minato, Tòquio que se centra en la gestió d'inversions. El Grup inverteix principalment en empreses que operen en els sectors tecnològic, energètic i financer. També gestiona el Vision Fund, el fons de capital risc centrat en la tecnologia més gran del món, amb més de 100.000 milions de dòlars en capital. Els inversors de fons inclouen fons sobirans de països de l'Orient Mitjà.
La companyia és coneguda pel lideratge del seu controvertit fundador i accionista més gran Masayoshi Son. Opera en banda ampla, telecomunicacions de línia fixa, comerç electrònic, tecnologia de la informació, finances, mitjans de comunicació i màrqueting i altres àrees. SoftBank Corporation, la seva filial escindida i antic negoci insígnia, és el tercer operador sense fil més gran del Japó, amb 45,621 milions de subscriptors al març de 2021.
SoftBank es va classificar a la llista Forbes Global 2000 de 2017 com la 36a empresa pública més gran del món i la segona empresa que cotitza en borsa al Japó després de Toyota.
El logotip de SoftBank es basa en la bandera del Kaientai, una empresa comercial naval fundada el 1865, prop del final del shogunat Tokugawa, per Sakamoto Ryōma.
Tot i que SoftBank no està afiliat a cap keiretsu tradicional, té vincles estrets amb Mizuho Financial Group, el seu prestador principal.